# Каневаро, Доменико
Доменико Каневаро (итал. Domenico Canevaro; Генуя,1683 — Генуя, 1745) — дож Генуэзской республики.

## Биография
Родился в Генуе в 1683 году, сын Николо Каневаро. Был крещен в базилике Сан-Сиро, вписан в Золотую книгу генуэзской знати 4 апреля 1698 года.
Первую государственную должность получил очень поздно, в 1727 году, в возрасте 44 лет. Служил в магистратах общественных работ, был членом синдикатория уголовных дел (1728), инквизитором государства (1733), членом магистрата изобилия (1735) и защитником Банка Сан-Джорджо (1741). В 1730 году он стал сенатором Республики, а в 1739 году был назначен губернатором.

### Правление
Был избран дожем 20 февраля 1742 года, 156-м в истории Генуи, став одновременно королем Корсики. На его коронации в соборе Святого Лаврентия 7 июля председательствовал монсеньор Агостино Салуццо, епископ епархии Мариана.
Дож продолжил попытки своих предшественников умиротворить Корсику, где французы разжигали волнения. Для того, чтобы противостоять рейдам турецких пиратов вдоль Лигурийского побережья, по решению дожа было создано Общество спасения.
В 1743 году Вормсский договор между Австрией Марии Терезии и Королевством Сардиния Карла Эммануила III - при посредничестве Великобритании - утвердил переход маркизата Финале к савойцам, несмотря на протесты и недовольство Генуи. Лишь через годы генуэзцам удалось восстановить свой контроль над этими землями.
Особое удивление среди горожан вызвало поведение дожа в церкви Святого Павла в Кампетто по случаю беатификации Алессандро Саули: прибыв к церкви, он, не колеблясь, упал на колени на глазах толпы.
Среди личностей, посещавших Геную при Каневаро, был кардинал Пьер Герен де Тансен, новый министр французского государства после смерти кардинала Андре-Эркюля де Флёри, остановившийся в Генуе по пути из Рима в Париж.
Его мандат завершился 20 февраля 1744 года, после чего он вернулся к частной жизни, но вскоре был избран в магистрат морских дел.
Он умер в Генуе в 1745 году и был погребен в церкви Санта-Мария-ди-Кастелло, в семейной гробнице.

### Личная жизнь
От брака с Магдаленой де Франки имел троих сыновей - Николо Мария, Франческо Мария и Пьер Мария, - и трех дочерей (из них Мария вышла замуж за дворянина Стефано Ферретти). Из сыновей только Николо Мария продолжил родословную семьи, Франческо Мария стал членом ордена госпитальеров, а Пьер Мария стал одним из героев генуэзского сопротивления во время войны за австрийское наследство и погиб 1 мая 1747 года.